# Euclasta mirabilis
Euclasta mirabilis là một loài bướm đêm trong họ Crambidae.